# Lisivka, Andrușivka
Lisivka (în ucraineană Лісівка) este un sat în comuna Zarubînți din raionul Andrușivka, regiunea Jîtomîr, Ucraina.

## Demografie
Componența lingvistică a localității Lisivka
     Ucraineană (97,4%)
     Rusă (2,32%)
     Alte limbi (0,27%)
Conform recensământului din 2001, majoritatea populației localității Lisivka era vorbitoare de ucraineană (97,4%), existând în minoritate și vorbitori de rusă (2,32%).